# Tung-kuan International Trade Center 1
Tung-kuan International Trade Center 1 je 426,9 m vysoký mrakodrap v Tung-kuanu, v Číně. Obsahuje 88 pater. Výstavba budovy probíhala v letech 2014 až 2021. Jedná se o nejvyšší budovu ve městě.